# Pietro Alberici (medico)
Pietro Alberici, o Pietro d'Alberico (fl. XII secolo), è stato un anatomista italiano, uno dei primi studiosi dell'anatomia e medicina moderna.
Ovidio Montalbani nel 1664 lo annovera come fratello del famoso Ugo Alberici da Porta Ravegnana, dottore d'arti liberali e giureconsulto della scuola dei glossatori, e li definisce entrambi fondatori o restauratori dello studium di Filosofia e Medicina di Bologna; Michele Medici secondo le sue ricerche, anche se con molti dubbi storiografici, seppur riconoscendone la fama, scrisse invece che gli studi medici e anatomici sarebbero stati avviati a Bologna già prima del XII secolo.
Alessandro Macchiavelli lo attribuisce al 1131, mentre Giovanni Pasquale Alidosi lo menziona nel Catalogo de' dottori bolognesi, per l'anno 1164:
(Alessandro Macchiavelli. Augustalis Theodosiani Diplomatis Apologia pro Archigymnasio Bon. Bologna,1726; p. 78)